# Nocturne (ラジオ番組)
『Nocturne』（ノクターン）は、Kiss FM KOBEで放送されている音楽番組(ノンストップミュージック番組)である。

## 概要
1990年10月1日の開局から放送。開局からの12年半の間Kiss FM KOBEは独立局で、深夜のフィラー枠として当番組を月曜未明(日曜深夜)以外の深夜に放送。開局当初は3時頃からの放送が多かったが、深夜浅めの他番組が打ち切られたため徐々に開始時間が繰り上がり、長らく1時～5時に、洋楽を中心として様々なジャンルの音楽をノンストップで放送していた。番組の開始・終了時と毎時0分前後にはテーマ曲が挿入されていた。その後、深夜帯のアーティスト担当番組などのレギュラー番組が増枠されたため開始時間が再び徐々に繰り下がり、独立局時代の末期は3時～5時に放送していた。2003年2月にKiss FM KOBEがJFN加盟となり、同年4月からJFN系列番組を放送するため3月30日深夜の放送分を持って一旦打ち切られるが、2009年頃土曜未明(金曜深夜)の4時台に1時間枠で復活、2010年3月まで放送された。その後2019年4月より、月曜未明(日曜深夜)2時台に再び1時間枠で復活し、2022年12月26日（25日深夜）の放送をもって終了。

## 放送時間
※2022年12月時点
- 月曜(日曜深夜) 2:00 - 3:00 - ※不定期でメンテナンスに伴う放送休止あり。

## 関連番組
- SOUND CROSSING

2021年4月1日より、月曜～木曜の11時台後半に放送しているノンストップミュージック番組。